# Spathelia cubensis
Spathelia cubensis är en vinruteväxtart som beskrevs av Percy Wilson. Spathelia cubensis ingår i släktet Spathelia och familjen vinruteväxter. Inga underarter finns listade i Catalogue of Life.